# Stora Lommetjärnen (Älekulla socken, Västergötland)
Stora Lommetjärnen är en sjö i Marks kommun i Västergötland och ingår i Viskans huvudavrinningsområde.